# Ariela Barer
Ariela Barer (14 ottobre 1998) è un'attrice statunitense.

## Biografia
Nata da genitori ebrei di origine messicana, ha iniziato a recitare all'età di tre anni e professionalmente a nove. Da allora ha recitato in una varietà di progetti e si è esibita come parte di una band indie rock chiamata The Love-Inns. Nel 2017 interpreta Gert Yorkes nella serie di Hulu Runaways. Nello stesso anno è nel cast delle serie di Netflix Giorno per giorno e  Atypical. Nel 2021 è una dei protagonisti della serie di ABC Rebel. L'anno successivo è la sceneggiatrice, produttrice e protagonista del film How to Blow Up a Pipeline, tratto dal libro di Andreas Malm, presentato al Toronto International Film Festival 2022 ottenendo ottime recensioni.
Nel 2025 interpreta Mel nella seconda stagione della serie di HBO The Last of Us.

### Vita privata
Il 3 novembre 2016 ha rivelato di essere lesbica sul suo profilo di Twitter.

## Filmografia

### Cinema
- Chrissa - Che fatica la scuola (An American Girl: Chrissa Stands Strong), regia di Martha Coolidge (2009)
- Ladyworld, regia di Amanda Kramer (2018)
- How to Blow Up a Pipeline, regia di Daniel Goldhaber (2022)

### Televisione
- Yo Gabba Gabba! – serie TV, 9 episodi (2007-2019)
- E.R. - Medici in prima linea (ER) – serie TV, episodio 15x01 (2008)
- 90210 – serie TV, episodio 1x10 (2008)
- Weeds – serie TV, episodio 5x10 (2009)
- New Girl – serie TV, episodi 2x05-2x08 (2012)
- Modern Family – serie TV, episodio 5x11 (2014)
- Non sono stato io (I Didn't Do It) – serie TV, episodio 1x15 (2014)
- Liv e Maddie (Liv and Maddie) – serie TV, episodio 2x12 (2015)
- I Thunderman (The Thundermans) – serie TV, episodio 3x04 (2015)
- K.C. Agente Segreto (K.C. Undercover) – serie TV, episodio 2x20 (2016)
- Giorno per giorno (One Day at a Time) – serie TV, 4 episodi (2017)
- Atypical – serie TV, 7 episodi (2017-2018)
- Runaways – serie TV, 33 episodi (2017-2018)
- Grey's Anatomy – serie TV, episodio 16x17 (2020)
- Rebel – serie TV, 10 episodi (2021)
- Saved by the Bell – serie TV, 5 episodi (2021)
- The Last of Us – serie TV, episodi 2x01-2x02-2x07 (2025)

## Doppiatrici italiane
Nelle versioni in italiano delle opere in cui ha recitato, Ariela Barer è stata doppiata da:
- Eva Padoan in Runaways
- Veronica Puccio in Atypical
- Sara Labidi in Grey's Anatomy
- Giulia Tarquini in The Last of Us